# المحافظة في أستراليا
تشير المحافظة في أستراليا إلى تطور الفلسفة السياسية للمحافظة في أستراليا. منذ عام 1910، اقتصرت السياسة في أستراليا على المنافسة بين الحركة العمالية الأسترالية والقوى المشتركة للجماعات المناهضة لحزب العمال. وصفت الجماعات المناهضة لحزب العامل نفسها أحيانًا بأنها «تجارة حرة» و«قومية» و«مناهضة للشيوعية» و«ليبرالية» و «يمينية معتدلة» فضلًا عن تسميات أخرى، ونادرًا ما استُخدم مصطلح «محافظ» في أستراليا حتى تسعينيات القرن العشرين، حيث ساد هذا المصطلح بين أوساط القوى الموالية لحزب العمال واستخدمته للاستخفاف بخصومها.

## اصطلاحًا
في مطلع القرن العشرين، غالبًا ما استخدم منتقدي السياسة اليمينية والسياسيين داخل أستراليا مصطلح «المحافظة» باعتبارها صفة مهينة، واستخدمه كذلك مؤيدي الحركات والأحزاب اليسارية وأعضائها كحزب العمال الأسترالي وحزب الخضر الأسترالي لاحقًا. أطلق اليمينيون لقب «الليبراليين» على أنفسهم. بقي الحال كما هو حتى أواخر القرن العشرين. ذكر جون هيرست أن المحافظة، وباعتبارها حركة سياسية مهمة، «حديثة الوصول إلى أستراليا». كان جون هوارد، الذي أصبح رئيسًا للوزراء في عام 1996، أول من وصف نفسه بالمحافظ.
في القرن الواحد والعشرين، يشمل مصطلح المحافظة العديد من القضايا السياسية المماثلة للديمقراطيات الغربية الأخرى. في أوائل القرن العشرين، كان الليبراليون على صلة بحركات الإصلاح. مع ذلك، وكما صرّح هوارد، أصبح الحزب الليبرالي وصيًا على التقاليد الليبرالية والمحافظة الكلاسيكية. أي أنه يجمع بين السياسات الاقتصادية الليبرالية (القائمة على السوق والمؤيدة للأعمال التجارية والمناهضة للنقابات) والسياسات الاجتماعية المحافظة.

## أحزاب سياسية
يمثل الحزب الليبرالي الأسترالي التيار السياسي المحافظ في المقام الأول، إلى جانب شريكه في الائتلاف، الحزب الوطني، الذي كان سابقًا حزبًا لصغار المزارعين المحافظين وتبنى فلسفة الإصلاح الزراعي. شُكّل الحزب الليبرالي في عام 1944 خلفًا لحزب أستراليا المتحدة، الذي شُكّل في عام 1931 خلفًا للحزب القومي وغيره من أحزاب سابقة مماثلة أيديولوجيًا. وُصفت أيديولوجية الحزب الليبرالي بأنها محافظة، وليبرالية محافظة، ومحافظة ليبرالية، وليبرالية كلاسيكية. يميل الحزب الليبرالي إلى تعزيز الليبرالية الاقتصادية (التي تشير في التقليد الأسترالي إلى الأسواق الحرة والحكومة الصغيرة).
أفاد المؤلفان موسر وكاتلي أنه «في أمريكا، تعني الليبرالية يسار الوسط، وهو مصطلح ازدرائي عندما يستخدمه المحافظون في النقاش السياسي العدائي. في أستراليا، فإن المحافظون بالطبع هم الحزب الليبرالي» (على الرغم من عدم اقتصارها حصرًا على الحزب الليبرالي). يشير جوب إلى أن «تراجع التأثير الإنجليزي على الإصلاح والتطرف الأسترالي، واستيلاء المحافظين على رموز الإمبراطورية استمر في ظل قيادة الحزب الليبرالي للسير روبرت مينزيس، والذي استمر حتى عام 1966». جادل بيتشر أن «هوارد أكد على الطبيعة المحافظة للسياسة في أستراليا، وتجلى ذلك من خلال المشهد الاقتصادي والثقافي».
يوجد كذلك العديد من الأحزاب الثانوية الأخرى التي قد يُنظر إليها على أنها محافظة في التوجه نظرًا لبعض السياسات التي تتبعها –حتى أن بعضها يُعتبر يمينيًا أو يمينيًا متطرفًا، مثل حزب العمل الديمقراطي، وحزب الأمة الواحدة، والحزب الديمقراطي الليبرالي، والحزب الديمقراطي المسيحي، والمسيحيون الأستراليون، وحزب الرماة والصيادون والمزارعون، وحزب كاتر الأسترالي، على الرغم من أن بعضها لا يؤيد النهج الليبرالي الكلاسيكي للاقتصاد الذي اتبعه الحزب الليبرالي. في مجلس الشيوخ الأسترالي الخامس والأربعين، شُكّلت كتلة محافظة ضمت ديفيد ليونغيلم من الحزب الليبرالي الديمقراطي، والمستقل كوري برناردي، والمستقل فريزر أننغ، وبرايان بورستون من حزب أستراليا المتحدة.
منذ عام 2010، تزايد عدد الأفراد الذين غادروا الحزب من الأعضاء المحافظين البارزين في الائتلاف الليبرالي الوطني، كما حدث مع السناتور كوري برناردي في عام 2017، والنائب جورج كريستنسن في عام 2022.